# Мифопоэтическая премия
Мифопоэтическая премия (англ. Mythopoeic Awards) — литературная премия, вручаемая Мифопоэтическим сообществом авторам за выдающиеся произведения в области фэнтези, а также за научные работы в этой области. Премия вручается с 1971 года и является ежегодной.
Премия вручается в четырёх категориях:
- Мифопоэтическая премия за произведение для взрослых (Mythopoeic Fantasy Award for Adult Literature). Премия вручается роману, циклу или авторскому сборнику в жанре фэнтези, написанному в предыдущем году и которое в наибольшей степени следует «духу Инклингов». Книги могут номинироваться два года подряд.
- Мифопоэтическая премия за произведение для детей и подростков (Mythopoeic Fantasy Award for Children’s Literature). Вручается книгам, написанным для детей в традиции «Хоббита» или «Хроники Нарнии». Условия номинирования такие же, как и для книг для взрослых.
- Мифопоэтическая премия за исследования творчества Инклингов (Mythopoeic Scholarship Award in Inklings Studies). Вручается за труды, посвященные исследованиям творчества Дж. Р. Р. Толкина, К. С. Льюиса и/или Ч. Уильямса. Номинироваться могут книги, написанные в последние три года.
- Мифопоэтическая премия за исследования мифологии и фэнтези (Mythopoeic Scholarship Award in Myth and Fantasy Studies). Вручается за научные труды, посвященные мифам и фэнтези, а также за работы, посвященные другим авторам, пишущим в традициях Инклингов. Книги могут номинироваться три года подряд.